# Sankt Ursen
Sankt Ursen (franska: Saint-Ours) är en ort och kommun i distriktet Sense i kantonen Fribourg i Schweiz. Kommunen har 1 441 invånare (2023).